# Mazaea
Mazaea es un género con dos especies de plantas fanerógamas perteneciente a la familia de las rubiáceas.
Es nativa de Cuba.

## Especies
- Mazaea phialanthoides (Griseb.) Krug & Urb. (1897).
- Mazaea shaferi (Standl.) Delprete (1999).